# Kollektiv
Kollektiv er en betegnelse for en gruppe mennesker, der ønsker at dele bolig baseret på et fælles værdigrundlag.
Ofte – men ikke altid – bruges ordet synonymt med bofællesskab. Almindeligvis er et kollektiv en tættere boform end et bofællesskab, således at værdigrundlaget indeholder en kritik af traditionelle familiemønstre, og et ønske om at danne nye typer af samværsformer og relationer.
Et kollektiv kan også betegne et foretagende drevet af flere personer i fællesskab. Fx er distribution af madpakker i Mumbai organiseret kollektivt Dabbawala.
| Familie | Spire Denne artikel om familie og parforhold er en spire som bør udbygges. Du er velkommen til at hjælpe Wikipedia ved at udvide den. |